# Thiram
Thiram (TMTD in Russland, Thiuram in Japan) ist eine chemische Verbindung aus der Gruppe der Dithiocarbamate, genauer ein Dimethyl-Dithiocarbamat. Es liegt in Form eines farb- und geruchlosen Pulvers vor.

## Geschichte
Thiram wurde 1931 von DuPont in den USA als Pflanzenschutzmittel eingeführt. Die ersten Untersuchungen über die Auswirkungen von Thiram fanden in den 1960er Jahren statt. Es wird heute in großen Mengen produziert und eingesetzt. Es unterliegt dem Rotterdamer Übereinkommen.

## Gewinnung und Darstellung
Thiram wird ausgehend von Kohlenstoffdisulfid und Dimethylamin dargestellt. Diese reagieren mit Natriumhydroxid zu Natriumdimethyldithiocarbonat. Dieses wird mit Wasserstoffperoxid zu Thiram dimerisiert.

## Eigenschaften
Thiram zersetzt sich oberhalb des Schmelzpunktes in Schwefel-, Stickstoff- und Kohlenstoffoxide.

## Verwendung
Thiram ist ein Breitband-Fungizid und wird gegen pilzliche Krankheitserreger im Kernobst- (Schorf, Lagerfäulen), Erdbeer-, Wein-, Gemüse- und Zierpflanzenanbau (Botrytis) sowie als Beizmittel verwendet. Dabei wird es manchmal in Kombination mit anderen Stoffen wie z. B. Tecoram, Dimethomorph oder Metalaxyl eingesetzt.
Thiram wirkt außerdem als Repellent gegen Vögel und Nagetiere.
Darüber hinaus wird Thiram in der Gummiindustrie als Vulkanisationsbeschleuniger eingesetzt.

## Zulassung
In Deutschland konnten Thiram-haltige Präparate gegen die sogenannten Auflaufkrankheiten verwendet werden. In der Schweiz bestand neben dem Einsatz gegen pilzliche Erkrankungen des Keimlings Zulassungen als Wundverschlussmittel für Obstbäume, gegen den Schorf an Obst und als Wildabhaltemittel. Auch in Österreich waren Thiram-haltige Präparate zugelassen.
Die routinemäßige Verlängerung der Zulassung in der EU wurde im Oktober 2018 durch die Europäische Kommission wegen der Gefährdung von Arbeitern und Verbrauchern bei Blattspritzung sowie der Gefährdung von Vögeln und Säugetieren bei allen Verwendungsweisen abgelehnt, so dass eine Verwendung als Pflanzenschutzmittel in der EU ab dem 31. Januar 2020 nicht mehr zulässig ist. Dennoch wird der von Bayer hergestellte Wirkstoff weiterhin auf dem brasilianischen Markt vertrieben.
Die Schweiz hat 2019 entschieden, dass Thiram zum 6. Januar 2020 aus der Liste der zugelassenen Pflanzenschutzmittel zurückgezogen wird. Der Verkauf von Thiram ist seit dem 6. Januar 2021 verboten und nach der Aufbrauchfrist bis zum 6. Januar 2022 wird auch der Einsatz als Pflanzenschutzmittel verboten.

## Sicherheitshinweise / Risikobewertung
Thiram ist nur wenig giftig, kann aber in großer Dosis bzw. bei längerem Kontakt Allergien auslösen und die Leber schädigen. Bei Exposition in Verbindung mit Alkoholaufnahme tritt ein Acetaldehydsyndrom auf. Bei Reaktion von Thiram mit nitrosierenden Agentien kann es zur Bildung von kanzerogenen N-Nitrosaminen kommen. Spuren (100–500 ppm) von Thiram über längere Zeit im Futter von Vögeln führen zu weichen Eierschalen, verminderter Legeleistung und Missbildungen beim Geflügel.
Thiram wurde 2012 von der EU gemäß der Verordnung (EG) Nr. 1907/2006 (REACH) im Rahmen der Stoffbewertung in den fortlaufenden Aktionsplan der Gemeinschaft (CoRAP) aufgenommen. Hierbei werden die Auswirkungen des Stoffs auf die menschliche Gesundheit bzw. die Umwelt neu bewertet und ggf. Folgemaßnahmen eingeleitet. Ursächlich für die Aufnahme von Thiram waren die Besorgnisse bezüglich hoher (aggregierter) Tonnage und weit verbreiteter Verwendung sowie als potentieller endokriner Disruptor. Die Neubewertung fand ab 2014 statt und wurde von Schweden durchgeführt. Anschließend wurde ein Abschlussbericht veröffentlicht.